# Edificio Standard Bank
L'Edificio Standard Bank (in inglese Standard Bank Building) è un edificio storico della città di Città del Capo in Sudafrica. 

## Storia
L'edificio, progettato dall'architetto Charles Freeman, venne costruito per diventare successivamente la sede della Standard Bank of South Africa. Il lotto sul quale sorge venne dato in concessione alla banca per 99 anni ad un canone annuo di £150 dalla città nel 1879. I piani furono completati nel 1881 e la costruzione, affidata a T. J. C. Ingelsby per un costo di £27000, terminò con l’inaugurazione ufficiale il 19 marzo 1883. L’edificio presentava in origine soli due piani, ma nel 1922 ne furono aggiunti due aggiuntivi, con il conseguente ripristino delle coperture.

## Descrizione
L'edificio, di stile neoclassico, presenta un ingresso colonnato e una cupola sormontata dalla statua di Britannia, mentre le teste scolpite sopra l’ingresso raffigurano Cerere, dea dell’agricoltura, e Nettuno, dio del mare e del commercio.